# 微刺蛾属
微刺蛾属（学名：Fignya）是刺蛾科的一属。

## 下属物种
本属包括以下物种：
- 微刺蛾 Fignya melkaya Solovyev & Witt, 2009
- Fignya ravalba Wu, Solovyev & Han, 2022